# Акциони филм
Акциони филм, или само акција, је филмски жанр у коме акционе секвенце, попут борбе, каскадерских сцена, аутомобилских потера или експлозија, имају предност пред елементима као што су карактеризација или комплексна прича. Акција обично укључује индивидуалне напоре од стране хероја, што је у супротности с већином ратних филмова. Жанр је блиско повезан са жанровима трилера и авантура.

## Поджанрови
- Акциона драма - Комбинује акционе елементе с озбиљним темама, карактеризацију и емоционални набој. Овај поджанр може се наћи у самим почецима акционог филма. Трећи човек Керола Рида била је награђивана претеча овог поджанра. Серијал Француска веза сматра се ускрснућем овог поджанра. Добри примери су и Пороци Мајамија и Врућина Мајкла Мена.
- Полицајци ортаци - Два дијаметрално супротна полицајца (или неке варијације типа полицајац и криминалац) удружују се као главни протагонисти. Најбољи примери су Гас до даске, Лоши момци, 48 сати, Смртоносно оружје и Танго и Кеш.
- Акциона комедија - Комбинација акције и комедије обично темељене на партнерима различитих карактеристика или необичном окружењу. Акцијска комедија као поджанр оживела је са популарношћу серијала Смртоносно оружје у осамдесетима и деведесетима. Добри примјери су и Лоши момци, Гас до даске и Полицајац са Беверли Хилса.
- Акциони трилер - Елементи акције/пустоловине (аутомобилске потере, пуцњаве, експлозије) и трилера (преокрети у причи, напетост, јунак у опасности). Многи филмови о Џејмсу Бонду постали су класици овог популарног поджанра као и Смртоносно оружје, Смртоносно оружје 2, Смртоносно оружје 3 и коначно Смртоносно оружје 4. Као добар примјер може послужити и филмски серијал о Џејсону Борну са Метом Дејмоном, Борнов идентитет, Борнова надмоћ и Борнов ултиматум.
- Пљачка - Протагонисти изводе пљачку, или из алтруистичних намера или као антијунаци. Филм Само једном се живи, темељен на подухватима Бони и Клајда, био је један од првих примера овог поджанра. Од осталих примера, треба издвојити Добар посао у Италији, Врелину и Океанових једанаест.
- Умри мушки сценарио - Прича се одвија на затвореној локацији - у згради или возилу - опкољени или под претњом непријатељских агената. Овај поджанр почео је с филмом Умри мушки, али је постао популаран у Холивуду због одазива публике и релативне једноставности сетова. Међу филмовима који су копирали Умри мушки формулу били су Под опсадом, Џон Кју, Коначна одлука, Ваздухоплов један, Брзина, а по неким мишљењима чак и Титаник.
- СФ акција - Било који од поджанрова акционог филма може бити смјештен у СФ окружење. Звездани ратови почели су користити ову комбинацију акције и футуристичког окружења у седамдесетима, по узору на серијале из тридесетих и четрдесетих као што је Флеш Гордон. Експлозија научно-фантастичних акционих филмова уследила је у осамдесетима и деведесетима с филмовима као што су Пети елемент, Матрикс, Разбијач, Осми путник, Терминатор и Serenity - Битка за будућност.
- Акцијски хорор - Као што је то случај са СФ акцијским филмовима, било који поджанр може се комбиновати с елементима хорор филмова како би се створило оно што је постало самосталан популарни акцијски поджанр. Чудовишта, роботи и многи други елементи хорора кориштени су у акцијским филмовима. У осамдесетима је филм Алиенс филмофиле упознао с потенцијалним хибридом научне фантастике, акције и хорора који је остао популаран до данашњих дана.
- Девојке с оружјем - Овај поджанр се фокусира на акционе елементе, само из женске перспективе.